# Wapen van Wouterswoude

Wapen van Wouterswoude

Het wapen van Wouterswoude is het dorpswapen van het Nederlandse dorp Wouterswoude, in de Friese gemeente Dantumadeel. Het wapen werd in 1996 geregistreerd.

## Beschrijving
De blazoenering van het wapen luidt als volgt:
Doorsneden in drieën, van groen, goud en zwart; het groen beladen met een omgekeerde wassenaar van zilver, het goud met twee cichoreibloemen van blauw, en het zwart met een gouden eikel.
De heraldische kleuren zijn: sinopel (groen), goud (goud), sabel (zwart), zilver (zilver) en azuur (blauw).

## Symboliek
- Groene baan: duidt op de ligging van het dorp in de Dokkumer Wouden. De wassenaar uit het wapen van Dokkum verwijst hiernaar.[3]
- Gouden baan: verwijst naar de zandgrond waar het dorp op gelegen is. De twee cichoreibloemen staan voor de verbouw van cichorei en verwijzen tevens naar de twee kernen van het dorp.[3]
- Zwarte baan: beeldt het veen in de omgeving van het dorp uit. De eikel staat voor de eikenbomen die in het veen gevonden worden.[3]

Het wapen van Dokkum.

## Zie ook

Vlag van Wouterswoude